# 桑野信義
桑野 信義（くわの のぶよし、1957年4月4日 - ）は、日本のトランペット奏者、歌手、俳優、タレント。ラッツ&スターのメンバー。愛称は桑マン（クワマン）。ジャパン・ミュージックエンターテインメント（エキサイティング・トリガー）所属。
長男はミュージシャンのMASA（桑野将直）、次男は俳優の桑野将春。

## 略歴

### 生誕から高校卒業まで
1957年4月4日、東京都大田区出身。
父親はプロトランペッターの先名信勝（本名・桑野信勝 1931〜2024）。祖父は軍隊でラッパ手をしていた人物で、桑野曰く「ある意味、親子3代ラッパを生業とした家」。
父は1963年に放送のテレビアニメ『エイトマン』主題歌の演奏にトランペットで参加しており、信義自身も30年後にリメイクされたOVA『エイトマンAFTER』で主題歌のトランペット演奏及び歌唱を担当している。
東京都大田区立大森第八中学校卒業。
正則高等学校卒業。ジャズのトランペッターとなった。その後、シャネルズ（後のラッツ&スター）に参加したのは、幼稚園から中学校まで一緒だったリーダーの鈴木雅之から「サックスが抜けたので手伝ってくれ」と言われたことがきっかけとなっている。
その頃、桑野は渋谷のグランドキャバレーでトランペットを吹いて月18万円ほど稼いでいたが、シャネルズはアマであり他メンバーが昼間働いていたため、桑野もそれにならってキャバレーを辞めて昼間の様々な仕事をしたが、トラックの配送業務は会社を出れば束縛されないことに気づき、凸版印刷や西濃運輸で仕事をしていた。

### シャネルズ結成からラッツ&スター活動休止まで
1975年、鈴木雅之らと共にシャネルズを結成。
1977年、YAMAHAの「EAST WEST'77」に出場し入賞。予選からサザンオールスターズと競い合う。
1978年にYAMAHAの「EAST WEST'78」に出場し、優秀グループ賞を受賞。
同年、大瀧詠一プロデュースによるNIAGARA FALLIN' STARSのアルバム『LET'S ONDO AGAIN』に2曲参加。
1980年2月25日、「シャネルズ」のメンバーとして『ランナウェイ』でデビューし、110万枚の大ヒット。その後に『街角トワイライト』、『トゥナイト』、『ハリケーン』など数々のヒットを生む。
1983年4月1日、グループ名を「ラッツ&スター」へ改名後に初のシングル『め組のひと』が60万枚を超える大ヒット。
1986年頃、ラッツ&スター活動休止。メンバーそれぞれがソロ活動を始める。
1987年、鈴木聖美のデビューに参加（鈴木聖美 with Rats&Star）。

### バラエティタレントとして
1980年代後期、田代まさしと共にバラエティに進出し、1987年に放送開始した『志村けんのだいじょうぶだぁ』にて本格的なお笑いの仕事を行うようになった。
当初は「田代の付き添い」というイメージが先行したが、『だいじょうぶだぁ』の番組人気が上がると共に桑野個人としての人気も高まり、志村けんから実力を認められる仲にまでなった。『志村けんのバカ殿様』では、初代家老役を演じていた東八郎の逝去後、正式に二代目家老役として抜擢された。
『ものまね王座決定戦』などで、ものまねタレントとしても活動（最初はラッツ&スターで出場、その後、田代とのコンビ出場を経て単独出場に）。
当初は田代の付き合い程度で、ものまね自体は全然似ておらず毎度一回戦敗退が当然の賑やかし的な存在だった。単独出場になってからも当初は毎回、高島忠夫で出場しお決まりの「イエーイ」のポーズでフレーズを連呼するだけの賑やかし役のままだった。しかし、その進歩のなかった芸に行き詰まりを感じて考えを改め、岡千秋の唄い方を真剣に研究して『ものまね王座で披露して敗退したものの、過去最高の得点を記録し僅差勝負まで持ち込んだ。
以降、真剣に取り組むようになり、ラッシャー木村や和田勉などの代表作を生み出し、たびたび決勝まで進むなど上位争いにも喰い込む存在となった。『だいじょうぶだぁ』でも積極的にネタを掛けるなど、持ち芸として確立している。

### ラッツ&スター再集結から現在
1996年4月22日、ラッツ&スター再集結。11年ぶりのシングル『夢で逢えたら』を発売。代々木第一体育館等でコンサートを行なう。この年NHK紅白歌合戦に初出場。
2005年、「情熱大陸Special Live」において「ゴスペラッツ」（ラッツ&スター（鈴木雅之、佐藤善雄、桑野信義）＋ゴスペラーズ（村上てつや、酒井雄二））結成。2006年4月19日、デビューアルバム「ゴスペ☆ラッツ」リリース。オリコンデイリーチャートで初登場1位を獲得。
その後、タレント業のほか舞台や音楽活動などを行っている。
2019年2月にはTwitterアカウントを開設。「バカ殿様」などで見せる朴訥としたキャラクターを封印し、自身の箸の持ち方や盗難のエピソード（次項参照）を自虐ネタにするなどして話題を集めたが、4月に突如それまでのツイートを全て削除した後に「スポンジノブ」名義での再スタート及びVTuberデビューしている。
2021年3月28日、前年秋に大腸がんの宣告を受け、2021年2月に14時間に及ぶ手術を行ったことを明らかにした。5月17日、副作用の強さから抗がん剤治療を中止することを明らかにした。同月に再手術。7月7日、大阪で開催された鈴木雅之のコンサートにサプライズで登場し、ステージ復帰を果たした。

## 人物
- ラッツ&スターでは演奏担当だが、アルバムにおいてリードボーカルを担当している曲もある。
- 2003年に、エピックレコードジャパン25周年記念イベント「LIVE EPIC 25」に参加。
- 地元の大田区蒲田を愛し、テレビ東京『出没!アド街ック天国』の蒲田、蒲田2、梅屋敷の回。および『空から日本を見てみよう』の京急線スペシャルの回にゲスト出演している。
- 離婚歴がある。最初の妻との間に生まれた長男・桑野将直(masa）はミュージシャン。二番目の妻との間に生まれた次男・桑野将春は俳優。他に一女がいる。
- シャネルズおよびラッツ&スター在籍当時は、比較的スリムな体型であった。トレードマークの髭は、この頃から蓄えていたが、髭を生やした理由は見た目もあるが、口の右上に大きな黒子があるのを隠す為である。本人がバラエティ番組に出演した際、『髭が無いと梨元（勝）さんになっちゃうんですよ。』とよくネタにしていた。
- 調理の心得があり、現在でも子供の弁当を自ら作っている（桑野のブログで、その弁当を披露することが多い)。
- 注意力が散漫な所があり、それが災いして一時期はよく盗難やひったくりの被害に遭っていた[9]。この件は出演したテレビ番組などで度々、触れられている[10]。
- 箸の持ち方がかなり独特（箸を握り、そのまま順手のようにして使う）で、2014年12月10日放送の『水曜日のダウンタウン』にて「クワマンの箸の持ち方　信じられない説」として取り上げられた程だった。桑野曰く、この持ち方は「父親の影響」であると語っている。尚、現在は正しい持ち方に矯正し克服している[11]。
- 田代とは、かつては「ものまね王座決定戦」や「志村けんのバカ殿様」などで2人揃って番組に出演する事が多く「相方」とも呼べるような存在だった。
- しかし、2001年12月に田代が覚せい剤取締法違反容疑などで逮捕されて以降は「もう二度と芸能界の敷居をまたいで来るなと思います」とコメントし、田代と絶縁状態となった。
- その後に桑野は和解するものの、2010年9月に田代がコカインの所持による麻薬及び向精神薬取締法違反の容疑で逮捕された際は「先輩、初めて呼び捨てにします。」とだけコメントし[12]、再び絶縁状態となった。
- シャネルズ時代にTBSの深夜番組「サムシングNOW」で、やしきたかじんとともにレギュラー出演し、親交があった。
- 2014年1月の、やしきの訃報の際には「可愛がってもらってました。心より御冥福をお祈り致します」と自身のブログに追悼コメントを残している[13]。
- 愛称である桑マン（クワマン）については「スターどっきり（秘）報告」の番組中に、小野ヤスシが発した呼び名に由来するとの説があるが、実際には子供の頃から呼ばれていた。[14]

## 出演

### バラエティ番組
- クイズ日本人の質問（NHK） - 不定期出演
- 忍たまがやってくる（NHK） - ドクタケ忍者隊 ちょうけんこうせんたい やさいレンジャー ピーマンレンジャー クワノ
- 笑売繁盛!（日本テレビ）
- THE夜もヒッパレ（日本テレビ） - 数多くの楽曲をカヴァー、番組内限定でにしきのあきらや橋幸夫らと共に「大江戸」と言うユニットを組んでいた。
- OH!エルくらぶ（テレビ朝日）
- EXPOスクランブル（TBS）火曜日レギュラーMC
- バリキン7 賢者の戦略（TBS）
- しあわせ家族計画（TBS） - しあわせ配達人。およびに、本番組の芸能人スペシャルにて、出場したこともあった。
- あらびき団（TBS）※くわののぶよしリセッターズ（息子のMASAとのユニット）として出演
- たけしの誰でもピカソ（テレビ東京）
- 志村けんのだいじょうぶだぁ（フジテレビ　制作　イザワオフィス）
- 志村けんはいかがでしょう（フジテレビ　制作　イザワオフィス）
- 志村けんのオレがナニしたのヨ?（フジテレビ　制作　イザワオフィス）
- 夕やけニャンニャン（フジテレビ） - 1987年3月 - 8月24日※火曜日レギュラー
- 桃色学園都市宣言!!（1987年10月5日 - 1988年3月14日、フジテレビ）
- パラダイスGoGo!!（1989年4月17日 - 1990年3月16日、フジテレビ）
- 週刊スタミナ天国（1990年4月14日 - 1996年9月28日、フジテレビ）
- 所さんのただものではない!（フジテレビ）
- 森田一義アワー 笑っていいとも!（フジテレビ） - 1987年10月 - 1988年9月※火曜日担当
  - 笑っていいとも!増刊号（フジテレビ） - 1987年10月 - 1998年9月
  - 笑っていいとも!特大号（フジテレビ） - 1987年12月28日
  - 笑っていいとも! グランドフィナーレ 感謝の超特大号（フジテレビ） - 2014年3月31日
- オールナイトフジ（フジテレビ）
- オールナイトフジ延長戦（フジテレビ）
- いたずらウォッチング!!（フジテレビ）
- クイズ・ドレミファドン!（フジテレビ）
- オールスター感謝祭（TBS）- 1994年秋は大遅刻
- ものまね王座決定戦（フジテレビ）
- なるほど!ザ・ワールド（フジテレビ）
- 世界の超豪華・珍品料理（フジテレビ）
- 志村けんのバカ殿様（フジテレビ　制作　イザワオフィス） - 二代目家老（家来兼務）
- けんちゃんのオーマイゴッド（フジテレビ）
- 爆笑そっくりものまね紅白歌合戦スペシャル（フジテレビ）
- 爆笑伝説!志村けんの変なおじさんVSネプチューン大決戦!!（フジテレビ）
- ドキッ!丸ごと水着!女だらけの水泳大会（フジテレビ）
- ライオンのごきげんよう（フジテレビ）
- めちゃ×2イケてるッ!スペシャル（フジテレビ）2017年7月1日。番組内の企画「THE・NOT・VOCAL・MUSIC・DAY 」にて、ラッツ＆スターの格好として、登場。
- 志村友達大集合スペシャル（フジテレビ）2020年6月21日。バカ殿の家老の格好で出演
- やる気マンマン日曜日（MBS）
- それゆけ!マーシー（MBS）
- さんまのまんま（関西テレビ）
- ダウンタウンDX（読売テレビ）

### テレビドラマ
- H' FOR MEN H'END 24（1987年、日本テレビ）
- 熱っぽいの! 8話（1988年6月16日、フジテレビ）
- ワイルドで行こう! BORN TO BE WILD（1988年10月17日 - 1989年3月20日、フジテレビ）
- 女優 夏木みどりシリーズ、赤いドレス殺人事件（1994年7月29日、フジテレビ）- タクシードライバー役
- 我慢できない!（1995年1月9日 - 2月27日、フジテレビ≪関西テレビ制作≫） - 高槻悟 役
- 長男の嫁（1994年、TBS）
- ザ・シェフ（1995年10月21日 - 12月16日、日本テレビ）
- 竜馬におまかせ! 第9話・10話（1996年6月5日・6月12日、日本テレビ） - 荒木三太夫 役
- 嫉妬の香り（2001年10月12日 - 12月21日、テレビ朝日）- 梶久志 役
- 再婚一直線!（2008年5月12日 - 7月11日、TBS） - 増岡裕次郎 役
- ハンチョウ〜神南署安積班〜2 第5話（2010年2月8日、TBS） - 清水 役
- 美咲ナンバーワン!!（2011年1月12日 - 3月16日、日本テレビ） - 北浜義男 役
- マッスルガール!（2011年、TBS） - 黒金信義 役
- LOVE理論 10話（2015年6月15日、テレビ東京） - 中里有吾の友人 役
- Heaven? 3話（2019年7月23日、TBS） ‐ 桑野信義（本人役）

### その他
- 情報プレゼンター とくダネ!（フジテレビ）木曜日コーナー「桑マンのガサ入れ隊」- 1999年頃
- SG競艇LIVE - 競艇場リポーター ※準優勝戦以外の中継ではスタジオにコメンテーターとして登場することがある。
- くわまんのパチ☆パチ☆パラダイム（東京MXテレビ）
- くわまんのパチパチTV→くわまんのパチラックスTV（テレ玉）
- 燃ゆる大阪の祭 船待神社 西湊之変

### CM
- ぺんてる 油性マジックくみ組 (1989年) 田代まさしと共演
- 明治乳業 うまか棒アイスクリーム
- アートネイチャー (1992年)

### ラジオ
- サントリー・パラダイス天国〜田代と遊ぼう〜（TBSラジオ）
- RATS FAMILY 桑野信義のお遊びジョーズ（文化放送）
- くわまん・和歌子のSaturday×Saturday（文化放送）
- Changeの瞬間 〜がんサバイバーストーリー〜（2021年10月24日 - 31日、朝日放送ラジオ）[15][16]
- 鈴木雅之 FUNKY BROADWAY（NACK5）

### 映画
- 平成ハレンチ学園（1995年）
- 蝉祭りの島
- マネーギャング 極楽同盟（2001年）
- SS エスエス（2008年） - 志村役

### 舞台
- プロデューサーズ - フランツ・リープキン役
- 志村魂 - 2008年公演から2019年公演まで出演。

### PV
- SunSet Swish「ありがとう」（2007年）

## 作品
- エイトマンのテーマ（version 1993）
- 人喰族

## 著書
- くわまんのバツイチ子育て物語（1995年、ベストセラーズ） ISBN 978-4584182062
- そらをとべたら（2005年、金の星社、絵：ユイヤスジン） ※桑野作による絵本。ISBN 978-4323070698
- 怒りオヤジ 愛の説教BOOK（2009年、太田出版） ISBN 978-4778311643
- がんばろうとしない生き方 大腸がんになって見つけた笑顔でいる秘訣（2022年、KADOKAWA） ISBN 978-4041122365